# Okrug Gornji
Okrug Gornji ili Okruk Gornji, kako mu je izvorni naziv i kako ga mještani zovu, je naselje u Splitsko-dalmatinskoj županiji, na jugozapadnom dijelu otoka Čiova, jugozapadno od Trogira. Zapadno se nalazi Okrug Donji, sjeverno Trogir, a istočno Žedno, Naselje je sjedište Općine Okrug.

## Stanovništvo
| broj stanovnika | 289   | 345   | 329   | 477   | 579   | 690   | 865   | 960   | 828   | 887   | 958   | 909   | 1044  | 1514  | 2767  | 3081  | 2760  |
|                 | 1857. | 1869. | 1880. | 1890. | 1900. | 1910. | 1921. | 1931. | 1948. | 1953. | 1961. | 1971. | 1981. | 1991. | 2001. | 2011. | 2021. |

## Sport
Iz Okruga Gornjeg je vaterpolski klub "Okruk" koji se natječe u 2. hrvatskoj vaterpolskoj ligi jug, a utakmice igra na plivalištu kod lučice u uvali Mavarštica. Klub se natječe sa seniorskom i juniorskom momčadi.

## Crkve
U Okrugu Gornjem postoje tri crkve:
- crkva sv. Karla Boromejskog - stara 300 godina,
- crkva sv. Tudora - stara 500 i više godina i
- župna crkva Uzvišenja svetog Križa - novoizgrađena crkva, posvećena 14. rujna 2006. godine.

## Znamenitosti
- ljetnikovac Kancelirovac, zaštićeno kulturno dobro